# Palencia
Palencia ist eine nordspanische Stadt und eine Gemeinde (municipio) mit 76.738 Einwohnern (Stand: 2024) in der Provinz Palencia in der Autonomen Region Kastilien und León.

## Lage und Klima
Die Stadt liegt im Nordwesten der landwirtschaftlich genutzten Hochebene Tierra de Campos am Ufer des Río Carrión im Dreieck der Autovías A-62, A-65 und A-67 ca. 240 km (Fahrtstrecke) nordwestlich von Madrid bzw. knapp 52 km nordöstlich von Valladolid in einer Höhe von ca. 750 m. Das Klima im Winter ist gemäßigt, im Sommer dagegen trocken und warm; Regen (ca. 440 mm/Jahr) fällt überwiegend im Winterhalbjahr.

## Bevölkerungsentwicklung
| Jahr      | 1857   | 1900   | 1950   | 2000   | 2021   |
| Einwohner | 12.811 | 15.940 | 41.769 | 80.613 | 77.090 |

Die durch die Mechanisierung der Landwirtschaft und die Aufgabe von bäuerlichen Kleinbetrieben in der zweiten Hälfte des 20. Jahrhunderts ausgelöste Landflucht führte in den Städten zu einem deutlichen Anstieg der Bevölkerung.

## Wirtschaft
Das Umland von Palencia ist in hohem Maße landwirtschaftlich geprägt, wobei die Viehzucht traditionell eine eher untergeordnete Rolle spielte; der Ort selbst bot die notwendigen regionalen Dienstleistungen in den Bereichen Handwerk und Handel. Aufgrund der guten Verkehrsanbindung haben sich seit den letzten Jahrzehnten des 20. Jahrhunderts kleinere und mittelständische Industrieunternehmen angesiedelt. Palencia ist als wichtiger Eisenbahnknotenpunkt vorgesehen.

## Geschichte

### Antike
Palencia hieß in der Antike Pallantia und war die Hauptstadt des keltiberischen Volksstamms der Vaccaeer. Römische Truppen unter Decimus Iunius Brutus Callaicus und Marcus Aemilius Lepidus Porcina belagerten die Stadt im Jahr 136 v. Chr. vergeblich. Aber noch im 2. Jahrhundert v. Chr. musste sich die Stadt infolge Aushungerung den Römern ergeben und wurde später in die Provinz Hispania Tarraconensis eingegliedert. Wahrscheinlich bereits im 3. Jahrhundert wurde Palencia Sitz eines Bischofs, doch erlebte die Stadt eine erste Blütezeit erst unter den Westgoten im 6. und 7. Jahrhundert – aus dieser Zeit stammen noch Teile der Krypta von San Antolín unterhalb der Kathedrale sowie die ca. 12 km südöstlich gelegene Kirche San Juan de Baños. 

### Mittelalter
Im 8. Jahrhundert drangen die arabisch-maurischen Heere bis weit in den Norden der Iberischen Halbinsel vor und eroberten auch die Gegend um Palencia. Im 11. Jahrhundert wurde die Stadt von den Christen zurückerobert (reconquista), doch ihr größter Förderer war zu Beginn des 13. Jahrhunderts der kastilische König Alfons VIII.; bereits zu seinen Lebzeiten, aber hauptsächlich nach seinem Tod (1214) wurde die bestehende Kathedralschule auf Betreiben des damaligen Bischofs Tello Téllez de Meneses in eine der ersten Universitäten Europas umgewandelt, welche von Papst Honorius III. im Jahr 1221 genehmigt wurde. 

### Neuzeit
Vom 13. bis zum 16. Jahrhundert war Palencia eine der wichtigsten Städte Spaniens, doch mit dem Niedergang des Staatswesens ging der der Städte einher. Im 19. Jahrhundert wurde die mittelalterliche Stadtmauer größtenteils niedergerissen.

#### Spanischer Bürgerkrieg
Der Spanische Bürgerkrieg hat auch in Palencia seine Spuren hinterlassen. Zwischen 1936 und 1938 wurden Hunderte Republikaner umgebracht und in Massengräbern verscharrt. 2008 wurde eine Gedenktafel mit 497 Namen am Denkmal "Memorias al cubo" zur Erinnerung an die Ermordeten enthüllt. 2009 wurden damit begonnen, die Überreste der etwa 300 Opfer im Bereich eines öffentlichen Parks, der bis 1940 Friedhof war, zu bergen.

## Sehenswürdigkeiten

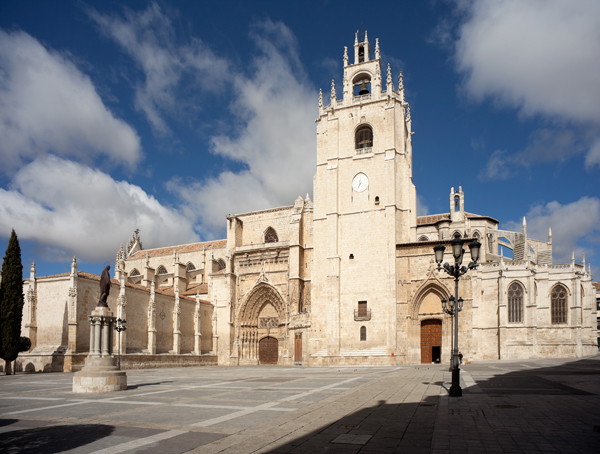
Kathedrale von Palencia

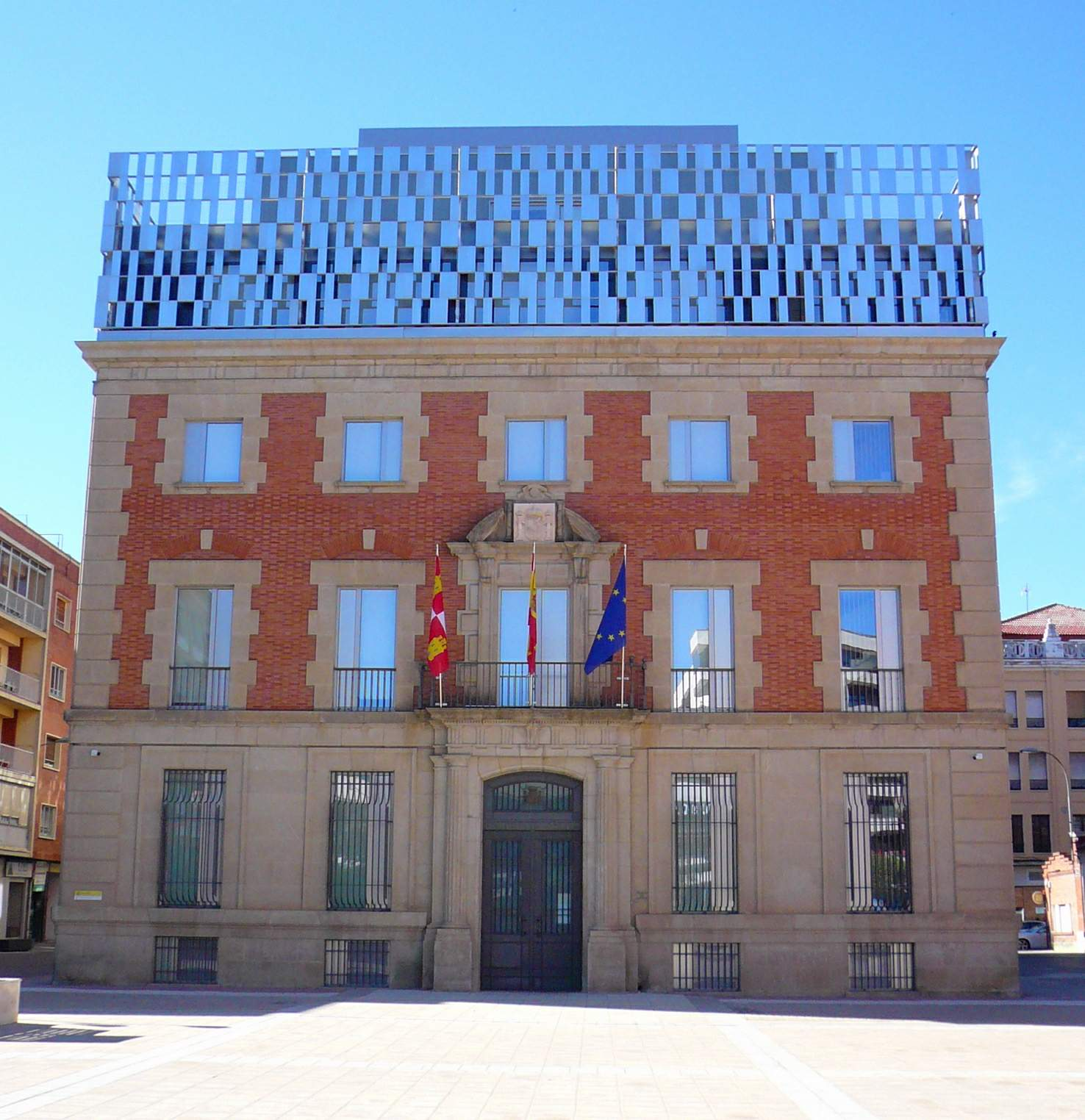
Justizpalast

- Das Gewölbe der römischen Brücke, die den Carrión überquert, wurde im Mittelalter wiederhergestellt. Der alte Abschnitt der Stadt liegt auf der linken Uferseite, die etwas modernere Vorstadt hat sich auf dem rechten Ufer ausgedehnt.
- Die alte bis zu 10 m hohe Stadtmauer kann man über einen im Jahr 1778 angelegten Gehweg verfolgen.
- Die gotische Kathedrale (erbaut 1321 bis 1504) ist dem Schutzpatron der Stadt, Antoninus von Pamiers (San Antolín), geweiht. Die unter ihrem Chor liegende Krypta von San Antolín stammt aus westgotischer Zeit.
- Palencia ist außerdem bekannt für seine Kirchen aus dem 13. Jahrhundert, z. B. San Miguel und das Benediktinerkloster von San Zoilo.
- Das Museo de Palencia enthält eine große Zahl bedeutender Kunstwerke, etwa 12 Bilder von Juan de Flandes, Hofmaler der Königin Isabella I. von Kastilien. Außerdem befinden sich hier bei der Restaurierung Ende des 19. und Anfang des 20. Jahrhunderts ausgebaute Kapitelle der romanischen Kirche San Martín in Frómista.[9]
- Das archäologische Museum in der Casa del Cordón präsentiert u. a. keltische Keramik.
- Das Museo de Arte Contemporáneo beschäftigt sich mit zeitgenössischer Kunst.
- Eine Gerichtssäule (rollo) aus der Zeit um 1600 erinnert an die historische Eigenständigkeit der Stadt.[10]
- Der Justizpalast (Palacio de Justicia), ein Gebäude aus dem späten 19. Jahrhundert, erhielt in den Jahren 2015 bis 2017 ein neues Obergeschoss.[11]
- Palencia verfügt über mehrere Brücken von der Antike bis zur Gegenwart.[12]
- Das 2023 in Betrieb genommene zentrale Heizkraftwerk gilt als beispielhaft für eine zukunftsweisende und dabei zurückhaltende Industriearchitektur.[13]

außerhalb
- In der Johannes dem Täufer gewidmeten Kirche San Juan de Baños findet sich eine Weiheinschrift des westgotischen Königs Rekkeswinth aus dem Jahr 661.

## Persönlichkeiten
- Blanka von Kastilien (* 1188 in Palencia), von 1223 bis 1252 Königin und Regentin von Frankreich
- Heinrich I. (Kastilien) (* 1204, † 1217 in Palencia), König von Kastilien
- Gabriel de Castilla (* um 1577 in Palencia, † um 1620 in Peru), Seefahrer in der Zeit des Siglo de Oro
- Luis Romero Fernández (* 1954), katholischer Ordensgeistlicher, Weihbischof in Rockville Centre
- Elena Anaya (* 1975), Schauspielerin
- Marta Domínguez (* 1975), Langstrecken- und Hindernisläuferin
- Marta Huerta de Aza (* 1990), Fußballschiedsrichterin